# Tjuvkil
Tjuvkil è un'area urbana della Svezia situata nel comune di Kungälv, contea di Västra Götaland.
La popolazione rilevata nel censimento 2010 era di 501 abitanti .